# Герцог Бекингем
Герцог Бе́кингем (англ. Duke of Buckingham, встречается русскоязычное написание герцог Бакингем и герцог Букингем) — английский дворянский титул, впервые созданный в XV веке. В настоящее время титул не существует.

## История титула
Первоначально существовал титул «граф Бекингем», известный с XI века. В 1438 году его унаследовал граф Стаффорда Хамфри Стаффорд, который 14 сентября 1444 года получил титул герцога Бекингема. После гибели Хамфри в 1460 году титул унаследовал его внук, Генри Стаффорд. В 1483 году Генри восстал против короля Ричарда III и был казнён, а все титулы и владения — конфискованы. Но после того, как в 1485 году английскую корону захватил Генрих VII Тюдор, все владения и титулы были возвращены Эдварду Стаффорду, сыну Генри. В 1521 году Эдвард был казнён, а его титулы и владения конфискованы.
В 1623 году титул герцога Бекингема был воссоздан для Джорджа Вильерса, молодого фаворита английского короля Якова I, который ещё в 1617 году был возведён в графы Бекингем. Он вошёл в историю как главный советник королей Якова I и Карла I и погиб от рук пуританского фанатика Джона Фельтона. Сын Джорджа Вильерса, Джордж Вильерс сохранил за собой титулы графа и герцога Бекингем, а после реставрации Стюартов в 1660 году играл одну из центральных ролей в королевской администрации Англии. С его смертью в 1687 году титул был упразднён.
В 1703 году был создан титул герцог Бекингем и Норманби (первым обладателем которого стал Джон Шеффилд; угас в 1735 году), а в 1822 году — герцог Бекингем и Чандос (угас в 1889 году).

## Список герцогов Бекингем

### Герцоги Бекингем, первая креация (1444)
- 1444—1460: Хамфри Стаффорд (15 августа 1402 — 10 июля 1460), 7-й барон Стаффорд, 7-й барон Одли и 6-й граф Стаффорд (с 1403), 1-й граф Бекингем (с 1438), 1-й герцог Бекингем (с 1444), граф Перш (с 1431), лорд Верховный констебль Англии.
- 1460—1483: Генри Стаффорд (4 сентября 1455 — 2 ноября 1483), 8-й барон Стаффорд, 8-й барон Одли, 7-й граф Стаффорд, 2-й граф Бекингем и 2-й герцог Бекингем (с 1460), лорд Великий камергер Англии и лорд Верховный констебль Англии (с 1483), внук предыдущего. В 1483 году все титулы были конфискованы.
- 1485—1521: Эдвард Стаффорд (3 февраля 1478—1521), 9-й барон Стаффорд, 9-й барон Одли, 8-й граф Стаффорд, 3-й граф Бекингем и 3-й герцог Бекингем (с 1485), сын предыдущего. В 1521 году все титулы были вновь конфискованы.

### Герцоги Бекингем, вторая креация (1623)
- 1623—1628: Джордж Вильерс (20 августа 1592 — 23 августа 1628), 1-й виконт Вильерс с 1616, 1-й граф Бекингем с 1617, 1-й герцог Бекингем с 1623, фаворит королей Якова I и Карла I. Персонаж романа Александра Дюма «Три мушкетёра» и ряда других литературных произведений и экранизаций.
- 1628—1687: Джордж Вильерс (30 января 1628 — 16 апреля 1687), 2-й граф и герцог Бекингем с 1628, сын предыдущего.

В 1687 году титул был упразднён.

### Герцоги Бекингем и Норманби, третья креация (1703)
В 1735 году линия пресеклась.

### Герцоги Бекингем и Чандос, четвёртая креация (1822)
В 1889 году линия пресеклась.